# Robert Ludlam
Pour les articles homonymes, voir Ludlam.
Robert Ludlam, né en 1551 à Sheffield dans le Derbyshire en Angleterre et mort exécuté à Derby le 24 juillet 1588 est un prêtre martyr catholique anglais sous le règne d'Élizabeth Ire.

## Biographie
Homme de culture ayant reçu une excellente éducation classique au St John's College d'Oxford, institution catholique fondée par la reine Marie et dans laquelle il enseigne un temps, se sentant une vocation de prêtre il s'embarque clandestinement pour la France et s'inscrit au collège anglais de l'université de Reims. Il est finalement ordonné prêtre en mai 1581. Le 30 avril 1582 il retourne en Angleterre et pendant près de 6 ans oeuvre sur sa terre avant d'être arrêté en 1588 alors qu'il se cache avec un autre prêtre Nicholas Garlick chez John FitzHerbert à Grindleford dans le Derbyshire. Dans sa prison il retrouve aussi Richard Simpson. Ils sont tous les trois accusés d'avoir été ordonné prêtre catholique hors du royaume. Après un procès dans le résultat était connu d'avance il est condamné à mort. Il subit le supplice réservé aux traîtres à savoir pendaison, éviscération et écartèlement. Le même jour il est exécuté sur le pont Sainte Marie de Derby avec Nicholas Garlick et Richard Simpson.

## Vénération
Déclaré bienheureux par Jean-Paul II en 1987 Robert Ludlam est l'un des quatre-vingt-cinq Quatre-vingt-cinq martyrs d'Angleterre et de Galles béatifié par ce dernier. Figurant aussi dans la liste des martyrs de Douai il est vénéré par l'Église catholique le 24 juillet.